# Phagocata vitta
Phagocata vitta is een platworm (Platyhelminthes). De worm is tweeslachtig. De soort leeft in of nabij zoet water.
Het geslacht Phagocata, waarin de platworm wordt geplaatst, wordt tot de familie Planariidae gerekend. De wetenschappelijke naam van de soort werd, als Planaria vitta, voor het eerst geldig gepubliceerd in 1830 door Duges.

## Synoniem
- Dendrocoelum vittatum (Diesing, 1850)